# Mandaguari
Mandaguari (pronúncia no IPA: [mɐ̃daɡwaˈɾi]) é um município brasileiro localizado no norte central do estado do Paraná, na Região Sul do Brasil. Situa-se na Região Metropolitana de Maringá, a aproximadamente 411 km da capital paranaense, Curitiba, e é conhecida como a Capital do Café, devido à sua forte tradição na produção cafeeira. Sua população, segundo o Censo IBGE de 2022, era de 36 716 habitantes.
Após passar por diversos processos de colonização iniciados na década de 20, a então vila de Lovat — nome dado em 1938 em homenagem a Lord Lovat, presidente da Companhia de Terras Norte do Paraná — foi oficialmente elevada à categoria de município com o nome de Mandaguari em 10 de outubro de 1947, por meio da Lei nº 2. Durante seus primeiros anos (1950 - 1960), a cidade viveu um período de grande prosperidade, consolidando-se como uma referência na produção cafeeira. No entanto, com as geadas que atingiram o Paraná, especialmente a de 1975, a cidade passou por uma transformação econômica, vendo-se obrigada a diversificar suas atividades, investindo na agroindústria, na pecuária e no setor de serviços. Atualmente, Mandaguari mantém suas raízes agrícolas, mas também se destaca pela agroindústria e pelo setor de serviços, sendo uma das cidades que mais geram empregos na região. Localizada na Região Metropolitana de Maringá, segue em pleno desenvolvimento.

## História

### Colonização e Fundação
Em 1923, uma comitiva liderada por Edwin Samuel Montagu, ex-secretário de finanças do tesouro do Reino Unido, veio ao Brasil para negociar uma dívida que o país possuía junto a credores britânicos. Entre os membros da comitiva estava Simon Joseph Fraser (1871-1933), o 16º Lord Lovat da Escócia, que viajou para procurar terras férteis para cultivar algodão para a indústria têxtil britânica. Lord Lovat visitou diversas propriedades do interior paulista e, seguindo a trilha das fazendas de café, acabou chegando na região de Mandaguari, no norte do Paraná.
A partir dessa visita, iniciou-se o processo de colonização da região, coordenado pela Companhia de Terras Norte do Paraná, com o objetivo de povoar e desenvolver a área que, inicialmente conhecida como povoado Vitória e fundada em 6 de maio de 1937, viria a se tornar Mandaguari. O nome "Vitória" foi dado devido à presença de uma serraria montada pelos irmãos Manoel e Antônio dos Santos, que serviu como ponto de partida para a construção das primeiras casas ao redor. Assim, em 1938, a vila foi renomeada para Lovat, em homenagem a Lord Lovat, como reconhecimento de sua contribuição ao processo de colonização.
Pouco tempo depois, durante a Segunda Guerra Mundial, as cidades que tinham o nome de origem alemã foram substituídas. Por acharem que "Lovat" era de origem germânica, o Patrimônio Lovat teve o nome alterado para Patrimônio Mandaguari em 1942. O nome Mandaguari tem origem indígena e se referia a uma espécie de abelha da região, pertencente à família Melipônidas, existente até os dias de hoje. Contudo, acredita-se também que o nome derive do ribeirão que delimitava a cidade com Jandaia do Sul, originalmente chamado Mandaguaí, posteriormente retificado para Mandaguari. 

### Expansão
Em 1947, com a emancipação de Mandaguari, então pertencente ao município de Apucarana, o território da nova cidade possuía uma vasta área de aproximadamente 14.000 km². Inicialmente, Mandaguari fazia parte de Londrina, mas posteriormente foi anexada a Apucarana, até conquistar sua autonomia. Seu território abrangia os distritos de Marialva, Maringá, Guaíra (atualmente Mandaguaçu), Capelinha (Nova Esperança) e Paranavaí, tornando-se, assim, o segundo maior município do Paraná. Contudo, esse território não permaneceria intacto por muito tempo: a Companhia de Terras, que desempenhou um papel central no processo de colonização, estabeleceu seu posto mais avançado em Lovat — a segunda denominação da cidade —, e instalou ali o Escritório de Vendas, o Departamento de Topografia e o Almoxarifado, com o objetivo de fomentar o desenvolvimento regional, incluindo projetos como o da cidade de Maringá. Na época, o escritório da Companhia de Terras era visto como o principal agente do progresso local. Entretanto, com o crescimento acelerado, iniciado em 1946, a planificação urbana de Mandaguari passou por modificações que não acompanharam o ritmo necessário para um crescimento ordenado. Desta forma, em 1951, a Lei 790/51 formalizou o desmembramento dos distritos de Marialva, Maringá, Nova Esperança e Paranavaí, criando novos municípios. Com isso, Mandaguari perdeu parte significativa de seu território, mas manteve-se como um centro de desenvolvimento regional.

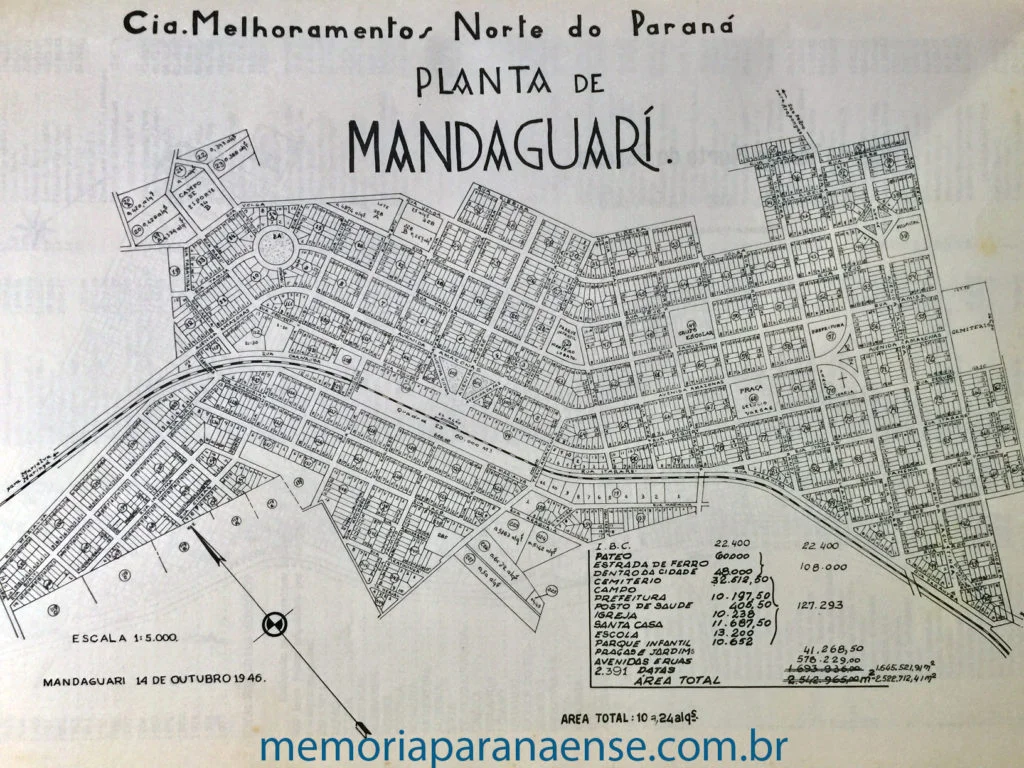
Planta antiga de Mandaguari, datada de 14 de outubro de 1946.

## Geografia
Localizada na região Norte Central do Paraná, a cidade de Mandaguari está situada entre as coordenadas 23° 31′ 15,388″ de latitude Sul e 51° 40′ 42,415″ de longitude Oeste, com uma altitude média de 630 metros acima do nível do mar e uma área territorial de aproximadamente 331 km². Inserida no bioma Mata Atlântica, apresenta vegetação de transição entre floresta e cerrado, com solos férteis de origem basáltica que favorecem a agricultura, especialmente a produção de café, soja e milho. O relevo é suavemente ondulado, característico do Terceiro Planalto Paranaense, tornando a região propícia para a mecanização agrícola e a expansão urbana.
No contexto territorial, pertence à Mesorregião Norte Central Paranaense e à Microrregião de Maringá, estando a cerca de 30 km dessa cidade polo e conectada por importantes rodovias, como a BR-376, facilitando o acesso a outros centros urbanos. Regionalmente, integra a região Sul do Brasil, posicionando-se dentro de um eixo econômico dinâmico influenciado pela agropecuária, comércio e proximidade com cidades estratégicas como Maringá e Londrina.

### Hidrografia
A hidrografia da cidade faz parte da bacia do Rio Ivaí, um dos principais sistemas fluviais do Paraná. Diversos rios e córregos — Pirapó, Caitú, Ribeirão Dourado — cortam o município, sendo o Rio Keller o principal, devido ao seu grande fluxo hídrico e à sua importância na irrigação das áreas agrícolas. Além dele, pequenos afluentes e nascentes contribuem para a drenagem local, mantendo a umidade do solo e favorecendo a vegetação nativa. Esses cursos d’água são essenciais para a sustentabilidade ambiental e o desenvolvimento econômico, especialmente na agricultura, que depende da disponibilidade hídrica para a produção de culturas como café, soja e milho.

### Clima
O clima de Mandaguari é marcado por verões quentes, longos e úmidos, com céu muitas vezes encoberto, enquanto os invernos são mais curtos, amenos e de céu quase sempre limpo. As temperaturas ao longo do ano variam entre 13 °C e 29 °C, sendo raro ultrapassar os 33 °C ou cair abaixo de 8 °C. Segundo dados do WeatherSpark, os meses mais quentes vão de outubro a abril, com máximas diárias acima dos 28 °C, e fevereiro costuma ser o auge do calor, chegando a 29 °C. Já o período mais frio ocorre entre maio e julho, com temperaturas máximas abaixo de 24 °C e mínimas que giram em torno de 13 °C em junho, o mês mais frio. A chuva é uma presença constante na região, sem uma estação seca bem definida. Os meses mais chuvosos costumam ser os do verão, enquanto agosto apresenta a menor probabilidade de precipitação. A umidade relativa do ar também é alta, intensificando a sensação térmica nos períodos mais quentes. Seguindo a classificação climática de Köppen-Geiger, o clima da cidade é subtropical úmido, o que favorece a vegetação exuberante e uma produção agrícola diversificada.

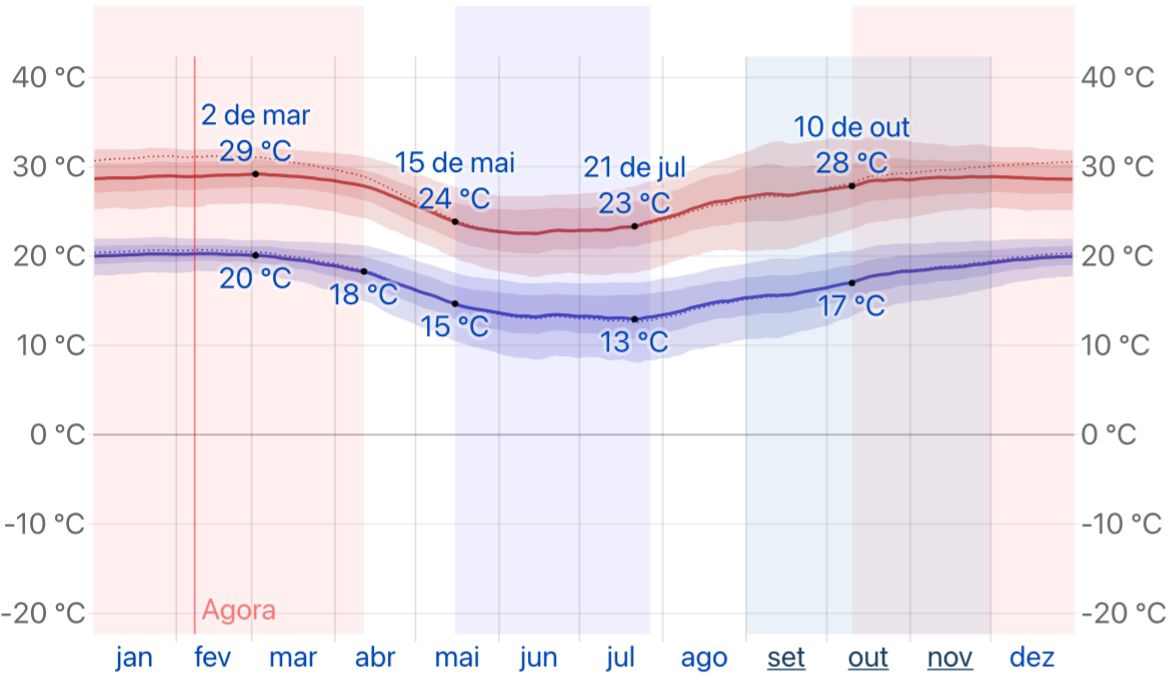
Temperaturas médias máxima (linha vermelha) e mínima (linha azul), com faixas representando os percentis de 25% a 75% e de 10% a 90%. As linhas finas pontilhadas indicam as temperaturas médias percebidas correspondentes'.

## Demografia
De acordo com o Censo Demográfico de 2022 realizado pelo Instituto Brasileiro de Geografia e Estatística (IBGE), a população do município era de 36.716 habitantes, com uma densidade demográfica de aproximadamente 109,33 habitantes por quilômetro quadrado. O Índice de Desenvolvimento Humano Municipal (IDHM), calculado com base nos dados de 2010, era de 0,751, considerado alto. Esse indicador reflete o acesso a serviços básicos e a qualidade de vida da população. A taxa de escolarização de crianças entre 6 e 14 anos era de 98,7% no último levantamento disponível, evidenciando um bom acesso à educação fundamental. A economia local se baseia principalmente na agricultura, com destaque para a produção de grãos e hortifrutigranjeiros, além da indústria e do setor de serviços, que desempenham um papel fundamental na geração de empregos e no desenvolvimento do município. Com uma infraestrutura que acompanha o crescimento populacional, Mandaguari continua se expandindo e consolidando sua importância na região.

### Composição étnica
Em 2010, Mandaguari contava com uma população de 32.669 habitantes, composta por 16.032 homens e 16.637 mulheres. Desse total, 31.126 pessoas residiam na área urbana e 1.543 na zona rural. A composição étnica do município, conforme dados deste último levantamento, era a seguinte:
| Etnia   | Percentual |
| ------- | ---------- |
| Branca  | 79,1%      |
| Parda   | 15,6%      |
| Negra   | 3,2%       |
| Amarela | 2,1%       |

A formação populacional da cidade foi fortemente influenciada por diferentes ondas migratórias ao longo do século XX. A chegada de imigrantes europeus, como italianos, alemães e portugueses, foi determinante para o desenvolvimento da cidade, especialmente após sua fundação em 1937. Esses imigrantes, juntamente com outros grupos que vieram após, como os japoneses, ajudaram a impulsionar a agricultura, principalmente a cafeicultura, e também contribuíram para o crescimento do comércio local, moldando a identidade cultural e econômica do município.

### Religião
O catolicismo é a religião predominante na cidade, resultado da forte influência dos imigrantes europeus, especialmente italianos e portugueses, que ajudaram a moldar as tradições locais. Em 2010, o IBGE registrou que aproximadamente 70,69% da população se declarava católica, enquanto os evangélicos representavam cerca de 27,31% dos habitantes. Nos últimos anos, tem-se observado um crescimento das denominações evangélicas, seguindo uma tendência nacional de diversificação religiosa. Além dessas crenças majoritárias, há também praticantes do espiritismo e de religiões de matriz africana, ainda que em menor número.

## Política
Assim como na maioria dos municípios brasileiros, a estrutura governamental de Mandaguari é organizada em dois poderes, conforme estabelecido pela Constituição Federal de 1988: o Executivo, responsável pela administração e execução das políticas públicas, e o Legislativo, encarregado da elaboração de leis e fiscalização do Executivo. Atualmente, a chefia do Executivo está a cargo da prefeita Enf Ivoneia Furtado, do Partido Social Democrático (PSD), que foi reeleita nas eleições de 2024 com 33,05% dos votos válidos, totalizando 6.694 votos. Seu vice é Ney da Retivale, do Partido Liberal (PL).
A administração da cidade organiza-se em diversas secretarias, abrangendo áreas como saúde, educação, infraestrutura e desenvolvimento econômico, com o objetivo de garantir a prestação de serviços públicos e a implementação de políticas voltadas ao desenvolvimento da cidade. No Legislativo, a Câmara Municipal de Mandaguari é composta por 9 vereadores, eleitos para mandatos de quatro anos, entre eles Professor Danilo (PDT), Montanheri (PSD), Fábio Sukekava (PSD), Prof. Wanderlei Lukachewski Jr. (Cidadania), Rivelino Polícia (União), Eron Barbiero (União), Sebastião Alexandre (MDB), Claudete Velasco (PP) e Alécio do Cartório (PSD), cujas votações variaram entre 525 e 1.033 votos. Além de propor e aprovar leis, a Câmara fiscaliza as ações do Executivo e promove sessões abertas ao público, incentivando a participação cidadã. Para ampliar a transparência e o envolvimento da população, a gestão municipal disponibiliza informações sobre licitações, contratos e despesas no portal oficial da prefeitura, além de realizar audiências públicas e consultas populares, a fim de fortalecer a eficiência na administração pública.

## Economia
Mandaguari apresenta uma economia diversificada, com destaque para os setores industrial e agropecuário. Em 2021, o município registrou um Produto Interno Bruto (PIB) per capita de R$ 53.014,37, valor superior à média do estado do Paraná, que é de R$ 47.400,00, e também acima da média da região de Maringá, que é de R$ 41.800,00. Além disso, o Índice de Desenvolvimento Humano (IDH) de Mandaguari foi de 0,751 em 2010, indicando um nível de desenvolvimento humano considerado alto.

### Indústrias
O setor industrial da cidade é um dos pontos fortes da economia local. Impulsionada por indústrias de grande porte que geram empregos e movimentam a economia regional, Mandaguari se destaca pela diversidade de sua produção, com atuação nas áreas de agroindústria, eletroindustrial e manufatureira. Empresas como Romagnole, COCARI, Prorelax, entre outras, além de se destacarem no município, contribuem de maneira expressiva para o desenvolvimento econômico. Além dessas, diversas outras indústrias de médio e pequeno porte contribuem para a economia local, abrangendo setores como metalurgia, fabricação de produtos alimentícios e confecção têxtil. A cidade também abriga parques industriais que oferecem uma infraestrutura adequada para novos investimentos e a expansão de atividades já estabelecidas, criando um ambiente favorável à diversificação econômica. 

### Agricultura
A agricultura de Mandaguari ocupa posição estratégica dentro da economia local, sendo um setor de grande relevância para o município. Com uma grande diversidade de atividades, que incluem a pecuária de corte e leiteira, a cidade também se destaca por culturas como soja, milho, feijão e trigo. A qualidade do grão de café, por exemplo, se destaca na região, sendo altamente valorizada tanto no mercado nacional quanto na exportação.
No que se refere às práticas agrícolas, o município dedica cerca de 31.024 hectares à zona rural, com destaque para a produção cafeeira, que é cultivada por aproximadamente 200 produtores em uma área de 850 hectares. Marcas locais, como Café Boa Esperança e Café COCARI, representam a qualidade da produção, sendo distribuídas para várias regiões do país. Além disso, Mandaguari tem investido também em melhorias na infraestrutura rural, especialmente nas estradas vicinais, que são essenciais para o escoamento da produção. A criação da Secretaria Municipal de Agricultura e Abastecimento, em 2013, exemplifica os esforços para apoiar o desenvolvimento do setor.
Ademais, também de modo a colaborar com a economia local, a agricultura familiar tem se destacado como um pilar importante no município, especialmente no fornecimento de alimentos para a merenda escolar. De acordo com levantamentos realizados nos últimos anos, aproximadamente 60% dos alimentos consumidos nas escolas de Mandaguari provêm dessa produção local, reforçando a integração entre o campo e a cidade. Desta forma, em adição ao fortalecimento da economia do município, a participação da agricultura familiar na merenda escolar atende à determinação do Programa Nacional de Alimentação Escolar (PNAE), que estabelece que 30% dos alimentos devem ser provenientes desse setor.

### Inovação e Desenvolvimento
Nos últimos anos, Mandaguari tem se dedicado à construção de um ecossistema de inovação, visando fortalecer sua economia e promover o desenvolvimento sustentável. A Prefeitura, por meio da Secretaria de Desenvolvimento Econômico, Meio Ambiente e Turismo, em colaboração com a Associação Comercial e Empresarial de Mandaguari (Aceman) e a Agência Regional de Desenvolvimento (ARD), tem implementado diversas iniciativas para fomentar a inovação e o empreendedorismo no município.
Em 2022, foi realizado um mapeamento do ecossistema de inovação local, que identificou setores estratégicos para o desenvolvimento: agronegócio, setor eletrometalmecânico e setores químicos e de materiais. Esse estudo envolveu mais de 25 encontros com lideranças do poder público e empresários de diferentes portes, além de pesquisas sobre o município e cidades vizinhas. O objetivo era/é aumentar o grau de maturidade do ecossistema de inovação local, ampliando a efetividade das vertentes e a integração entre as instituições, criando uma dinâmica de diálogo e cooperação coletiva. 
Como parte desse esforço, em março de 2023, foi realizado o primeiro workshop do Ecossistema de Inovação de Mandaguari, ministrado por Heverson Feliciano, com a participação de representantes das empresas do município, da Prefeitura, Aceman, ARD, Fafiman e SEBRAE. Durante o evento, foram definidos os setores estratégicos e prioritários para inovação, as quais foram: Cadeia do Agronegócio, Setor Eletrometalmecânico e os Setores Químico e de Materiais. Além disso, uma comitiva de empresários, representantes da Prefeitura e do SEBRAE realizou visitas técnicas ao Ecossistema de Inovação de Londrina, com o objetivo de aprender com experiências consolidadas e adaptar práticas bem-sucedidas para a realidade de Mandaguari. À medida que essas ações avançam, espera-se que Mandaguari se torne um hub de inovação e desenvolvimento no Paraná, com um ambiente propício para o crescimento de empresas locais e atração de novos investimentos.

## Infraestrutura
A infraestrutura de Mandaguari é um fator fundamental para o desenvolvimento econômico e social da cidade, e ao longo dos anos, o município tem investido consideravelmente na melhoria de suas condições e na implementação de novos projetos. Abaixo, a infraestrutura é dividida em várias áreas que incluem transporte, saúde, educação, saneamento, energia e comunicação, destacando-se em diversos aspectos para atender à crescente demanda da população e do setor produtivo.

### Transporte
A cidade de Mandaguari está estrategicamente localizada no Estado do Paraná, com fácil acesso a importantes rodovias, como a BR-376 e BR-444, que conecta a cidade a outras regiões do Estado e ao sul do país. Dentro da cidade, no que se refere ao transporte coletivo e intermunicipal, Mandaguari conta com o Terminal Rodoviário, localizado na Praça Tiradentes, no centro da cidade. A rodoviária opera rotas estaduais e interestaduais, conectando Mandaguari a diversas localidades dentro e fora do Paraná, facilitando o deslocamento de passageiros para destinos como Curitiba, Londrina e Maringá.
Outra estrutura de destaque no setor de transportes é a Estação Ferroviária de Mandaguari, localizada na R. Luiz Trintinalha e inaugurada em 1954. Durante décadas, a estação exerceu um papel fundamental no transporte de cargas e no escoamento da produção cafeeira, que era um dos principais motores da economia local. No entanto, com a crescente substituição do transporte ferroviário pelo rodoviário, tanto para passageiros quanto para o escoamento da produção agrícola, as operações ferroviárias foram desativadas em 1981. Posteriormente, em 2002, o edifício da antiga estação passou a abrigar a rodoviária municipal. Entretanto, a rodoviária também teve suas atividades descontinuadas, e atualmente o prédio encontra-se sem uso regular, aguardando sua revitalização para abrigar o Mercadão Municipal, um projeto com investimento de R$ 1 milhão que busca preservar o patrimônio histórico e criar um novo centro de comércio e convivência para a população.
Além disso, a Prefeitura de Mandaguari mantém também uma parceria com a empresa Volpato, por meio da Associação dos Estudantes Universitários de Mandaguari (AEUM), para fornecer transporte aos universitários que estudam em instituições de ensino superior na região. Essa iniciativa visa apoiar os estudantes locais, garantindo-lhes acesso facilitado à educação superior.

## Lazer
O Parque da Pedreira, localizado no centro da cidade, foi inaugurado no ano de 1998 pela prefeitura junto a secretaria de urbanismo como área publica de lazer. O parque é o ponto turísticos de Mandaguari mais procurado, possuindo três grandes lagoas, pista de caminhada e um restaurante e também conta com a casa da cultura que se localiza no centro do parque.

## Educação
Mandaguari se destaca no Paraná pelo seu índice de alfabetização sendo de 97,04%. A cidade tem treze colégios públicos e cinco colégios privados e uma faculdade.

### Instituições de ensino
- Colégio Estadual Vera Cruz
- Colégio Estadual José Luiz Gori
- Colégio Estadual São Vicente Pallotti
- Escola Municipal Yolanda Cercal da Silva
- Escola Municipal Bom Pastor
- Escola Municipal Walter Antunes Pereira
- Escola Municipal Dr. Ary da Cunha Pereira
- Escola Municipal Francisco Romagnole Junior
- Escola Municipal Angelina Teixeira Pinheiro
- Colégio Sagrada Família (privado)
- Colégio São Francisco de Assis (privado)
- Escola Primeiro Passo (privada)
- Escola Alfa (privada)
- Fundação Faculdade de Filosofia, Ciências e Letras de Mandaguari (FAFIMAN)

## Hospitais e centros de saúde
- PAM - Pronto Atendimento Municipal
- Hospital Cristo Rei
- Clinica da Mulher
- Clinica da Criança e da Mulher
- IMO - Instituto de Medicina e Odontologia
- CAPS

## Comunicação
Mandaguari conta com grandes veículos de comunicação sendo três rádios, três jornais, três revistas, e oito sites na internet.

### Rádios
- Rádio Guairacá  AM
- Rádio Agora  FM
- Rádio Louvor Eterno FM

### Jornais impressos
- Jornal Agora
- Jornal Gazeta Regional
- Jornal Correio de Notícias

### Revistas
- Revista Cocari
- Revista FAFIMAN
- Agora Revista

## Esporte
O Ginásio de Esporte de Mandaguari (GEMAN), localizado na Praça Iguaçu, foi inaugurado no ano de 1979 pelo prefeito Alexandre Elias Nacif. O GEMAN tem capacidade para 4.000 mil pessoas e já foi palco de muitos eventos esportivos importantes do Paraná e da Região.

## Bairros de Mandaguari
- Jardim Brianezzi
- Jardim Cristina I e II
- Jardim Boa Vista
- Jardim São Marcos
- Tancredo Neves
- Parque Industrial I, II e III
- Vila Vitória
- Centro
- Novo Centro
- Jardim Hawaii
- Bela Vista
- Jardim Esplanada
- Jardim Mônaco
- Jardim Madri
- Jardim Progresso
- Jardim Oasis
- Aeroporto
- Jardim Recanto
- Jardim Planalto I e II
- Jardim Social

- Cj Popular I e II
- Cj Ypacarai
- Cj Mandaguari I e II
- Cj Jair Alípio Costa
- Vila Palma
- Jardim Morumbi
- Jardim Imperial
- Jardim das Torres
- Jardim Crisol
- Jardim Brasília
- Vila Verde
- Jardim Delgado
- Novo Horizonte
- Jardim América
- Jardim Nova América
- Jardim Ouro Verde
- Jardim Oásis